# 片山哲
片山哲（日语：／ Katayama Tetsu ?；1887年7月28日—1978年5月30日），盟軍佔領日本時期曾短暫出任日本首相，為律师、政治人物、基督教社會主義者，日本二战后第一位左派首相。
片山哲1887年生于日本和歌山县田边市，大学毕业于东京帝国大学（今东京大学）法学部德法科，本职是律师。二战前加入无产阶级政党社会民眾党（后来改组为社会大眾党）。1930年起，曾断续担任日本众议院议员。
战后，加入1945年组建的日本社会党，先后成为首任书记长、首任委员长。1947-1948年间出任第46任內閣總理大臣（片山内阁），是日本历史上两名社会党籍首相之一（另一人是村山富市）。
1960年后脱离日本社会党，加入民社党、担任顾问。1963年在众议院选举中落选，宣布引退。1978年去世，享耆壽90岁。去世后获赠从二位、勋一等旭日桐花大绶章。

## 早年
生于日本和歌山县田边市，不久后随家人移居东京、一家人借住在鳥山啓（博物学者、《軍艦行進曲》的作词人）家中。
片山哲后来回忆，童年他一方面受身为基督徒的母亲的影响、一方面从父亲那里受到儒学思想的熏陶。经田边中学校、第三高等学校（今京都大学），片山最后考入东京帝国大学法学部德法科。

## 從政
自东京帝国大学毕业后，片山哲成为了一名律师，其间热心于社会运动。在帮助弱势者的过程中，片山逐渐感觉到有必要改变当时日本的司法不公与社会不公。1930年，片山以社会民眾党（日本战前的无产阶级政党之一，后改组为社会大眾党）党员身份参加众议院选举，当选为众议员。
1940年，因反对将反战议员斋藤隆夫从社会大众党中除名，片山哲与西尾末广、安部磯雄等人一同遭社会大众党开除党籍。
1945年二战结束后不久，片山哲成为日本社会党的建党者之一、就任日本社会党第1任书记长（当时委员长（党首）一职尚处悬空状态）。1946年9月28日，片山就任日本社会党第1任委员长。

## 总理大臣
1947年，在日本工人运动声势高扬的背景下，日本社会党以微弱优势在当年众议院选举后成为了议会第一大党。选后，日本社会党与保守系的民主党、国民协同党组成联合政府，时任日本社会党委员长的片山哲出任首相一职，是为片山内阁。
片山哲上任之初，因大众对早年投身社会运动、身为虔诚基督徒的片山哲印象良好，片山哲内阁的支持率一度达到68%。片山哲任内，片山内阁作出了一系列涉及地方自治、警察与国家公务员制度等方面的改革措施，制定了一部以警察制度民主化为主旋律的警察法。同时，片山内阁还对民法、刑法进行了修正、将内务省建制予以废除。
另一方面，日本社会党因與保守系政党组阁，许多方面都要作出让步。片山哲开始组建内阁之时，执政联盟迟迟无法就人事问题达成一致，乃至出现亲任式时还尚未推出阁僚名单、片山哲只能以一人兼任所有阁僚的名义出席亲任式的场面（一人内阁）。为了达成联合执政，社会党作出了不让社会党左派出任阁僚、不推行重要产业国有化等较大让步。社会党内，片山哲也难以应付左派的非难，党内左派与右派之间的矛盾逐渐激化。如此种种，导致片山哲任内国政效率低下，片山哲因此被驻日盟军总司令部（GHQ）蔑称为（グズ在日语中意为“迟钝”）。
1948年3月，同时失去保守系政党和社会党内左派支持的片山内阁在昭和23年（1948年）预算案审议过程中宣布总辞，执政不满一年的片山内阁垮台，首相一职由民主党籍的芦田均接任。次年，日本社会党在第24届众议院选举中大败，片山哲也在这次选举中落选。

## 首相退任后
退任首相后，片山哲将心力投入「护宪运动」，曾担任日本社会党顾问。1955年，片山哲率团访问中国，主导签订第一份中日民间交流协议。
1960年，片山哲随西尾末广等人退出日本社会党，加入西尾主导的民社党、出任民社党最高顾问。1963年，片山哲于第30屆日本眾議院議員總選舉中再度落选，宣布引退。片山哲是日本战后历史上，仅有一位两度落选的前首相。
1975年秋之後，片山哲健康恶化。1978年病逝，享耆壽90岁。获赠从二位、勋一等旭日桐花大绶章。

## 图集

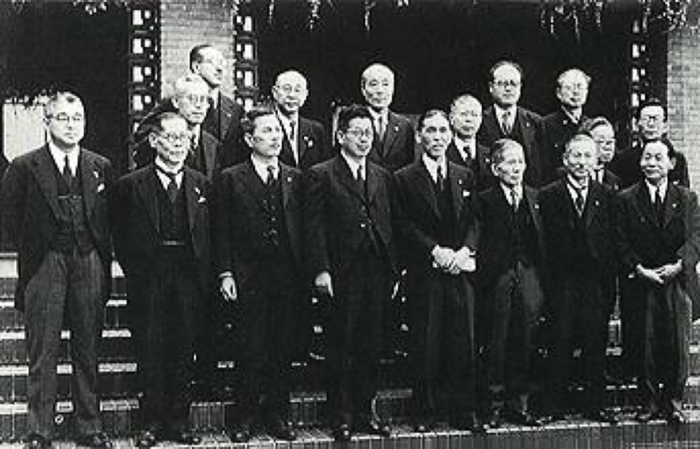
片山内阁合照，前排左四为片山哲
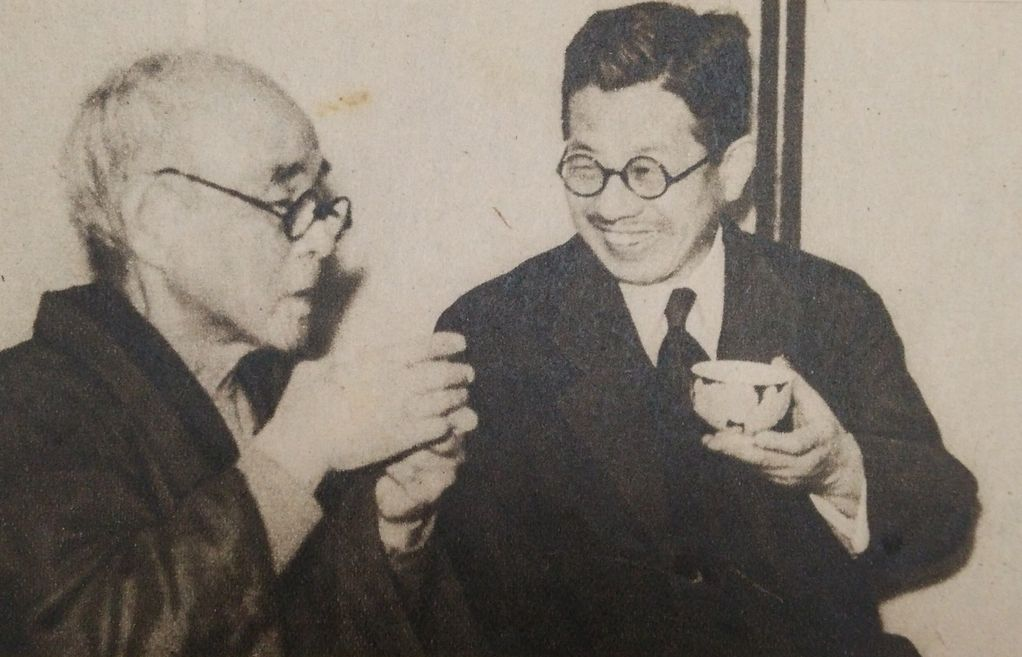
1947年，与安部矶雄在一起
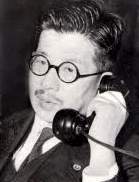
办公中的片山哲
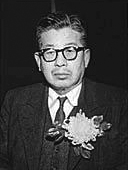
20世纪50年代中期
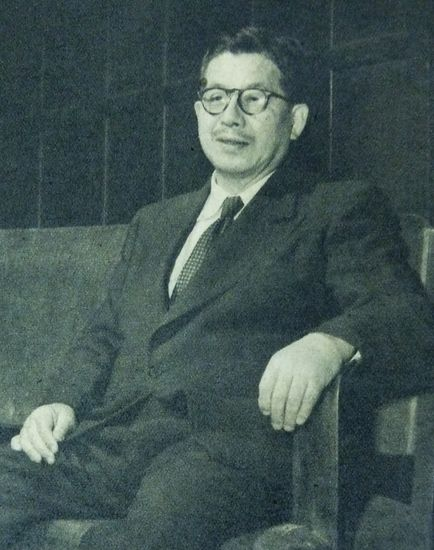
1953年接受采访时的照片